# Барабанов, Арсений Яковлевич
Арсений Яковлевич Барабанов (15.03.1901 — 11.03.1952) — организатор военной медицины, генерал-лейтенант медицинской службы (1945).

## Биография
Окончил Ленинградскую военно-медицинскую академию (1929).
С 1939 г. — преподаватель кафедры военных и военно-санитарных дисциплин Куйбышевской военно-медицинской академии.
В годы войны — начальник медицинской службы Донского, Центрального, 1-го Белорусского фронтов. Руководил медицинским обеспечением советских войск в битвах на Волге, на Курской дуге, в Белорусской, Висло-Одерской и Берлинской операциях.
В 1945—1947 гг. — начальник кафедры организации и тактики медицинской службы Военно-медицинской академии им. С. М. Кирова (Ленинград). С 1947 по 1951 г. — зам. начальника Главного военно-медицинского управления Вооружённых сил СССР, начальник первого (командно-медицинского) факультета ВМА.
Кандидат медицинских наук. Автор научных публикаций по организации медицинского обеспечения войск, обобщению опыта советской военной медицины в Великой Отечественной войне.
Награждён орденами Ленина, Кутузова II ст., Красного Знамени (дважды), Отечественной войны 1-й степени (дважды), Красной Звезды, двумя орденами Польской Народной Республики.
Похоронен на Богословском кладбище Ленинграда, участок 33.
Жена Барабанова (ур. Кабранова) Надежда Павловна, внучка Николая Лукича Булыгина, начальника телеграфа Николаевской железной дороги. Дочь Лидия Барабанова. Сын Виктор Барабанов.